# Tsvjatko Anev
Cviatko Anev (Bulgaars: Цвятко Анев) (Stolnik, 18 december 1911 - Sofia, 7 maart 2002) was een Bulgaars generaal. Hij streed tijdens de Tweede Wereldoorlog in het partizanenleger tegen de pro-Duitse regering in Sofia en was lid van de Bulgaarse Communistische Partij (BKP). Hij maakte deel uit van het Centraal Comité Hij was in het voorjaar van 1965 betrokken bij het complot om premier en partijleider Todor Zjivkov ten val te brengen. Hij werd nadien gearresteerd en berecht.

## Voetnoten
1. ↑  In de lijst van leden van het partijbestuur van de BKP vóór het 8ste Congres in 1962 wordt hij niet genoemd, hetgeen (waarschijnlijk) betekent dat hij op het 8ste Congres tot lid van het Centraal Comité werd gekozen.